# Theridula swatiae
Theridula swatiae är en spindelart som beskrevs av Biswas, Saha och Dinendra Raychaudhuri 1997. Theridula swatiae ingår i släktet Theridula och familjen klotspindlar. Inga underarter finns listade i Catalogue of Life.